# 盆周山地猪
盆周山地猪是中国猪的地方品种。
盆周山地猪分布在大巴山、巫山、大娄山及乌蒙山一带，因产于四川盆地周边而得名。
盆周山地猪也称为高山猪（包谷猪）。1977年丫杈猪（桠叉猪）、黔江猪、青峪猪及南江猪合并命名为盆周山地猪。2003年出版的《中国畜禽遗传资源名录》将“鄂西黑猪”和“盆周山地猪”并为“湖川山地猪”。2009年，调查认为丫杈猪与盆周山地猪为不同的类群。